# 复兴门外大街
39°54′21″N 116°20′27″E / 39.905897°N 116.340933°E
复兴门外大街是位于中国北京市西城区西部的一条大街，在长安街西延长线上。因位于北京内城复兴门外而得名。

## 历史
复兴门外大街东起复兴门内大街西端的复兴门桥，西到三里河路南端的木樨地桥。1940年，北京内城西城墙南端增辟豁口，称长安门，并自此向西修路。1946年长安门改称复兴门。1949年，这条东西向的道路也因此而定名为复兴门外大街。此名沿用至今。
复兴门外大街是长安街的延长线，东接复兴门内大街，西接复兴路，沿途和南礼士路、西便门外大街、二七剧场路、真武庙路、三里河东路、白云路等道路相交叉。

## 建筑
复兴门外大街上有许多公共建筑、居民小区。由于此处位于北京旧城以外，故大街两侧均为新建建筑，没有古建筑。
| 复兴门外大街南侧 | 复兴门外大街南侧                                           | 复兴门外大街南侧 | ↑ 西 复 兴 门 外 大 街 东 ↓ | 复兴门外大街北侧 | 复兴门外大街北侧                                 | 复兴门外大街北侧   |
| 门牌号           | 名称                                                       | 图片             | ↑ 西 复 兴 门 外 大 街 东 ↓ | 图片             | 名称                                             | 门牌号             |
| ---------------- | ---------------------------------------------------------- | ---------------- | --------------------------- | ---------------- | ------------------------------------------------ | ------------------ |
| 24号             | 复兴门外大街24号                                           |                  | ↑ 西 复 兴 门 外 大 街 东 ↓ |                  | 国家信息中心                                     | （门牌在三里河路） |
| 24号             | 复兴门外大街24号                                           |                  | ↑ 西 复 兴 门 外 大 街 东 ↓ | 复兴门外大街小区 | 29号                                             |                    |
| 22号             | 复兴门外大街22号                                           |                  | ↑ 西 复 兴 门 外 大 街 东 ↓ |                  | 复兴门外大街23号－27号                           | 23号－27号         |
| 20号             | 宣西旅馆                                                   |                  | ↑ 西 复 兴 门 外 大 街 东 ↓ |                  | 中国旅行社总社木樨地门市部                       | 21号               |
| 甲20号           | 首都医科大学附属复兴医院                                   |                  | ↑ 西 复 兴 门 外 大 街 东 ↓ |                  | 中国旅行社总社木樨地门市部                       | 21号               |
| 16号             | 首都博物馆                                                 |                  | ↑ 西 复 兴 门 外 大 街 东 ↓ |                  | 北京银行燕京支行                                 | 甲19号             |
| 16号             | 首都博物馆                                                 |                  | ↑ 西 复 兴 门 外 大 街 东 ↓ | 北京唐拉雅秀酒店 | 19号                                             |                    |
| 10号             | 中华全国总工会                                             |                  | ↑ 西 复 兴 门 外 大 街 东 ↓ |                  | 长安商场                                         | 15号               |
| 甲10号           | 北京银行长安支行                                           |                  | ↑ 西 复 兴 门 外 大 街 东 ↓ |                  | 长安商场                                         | 15号               |
| 6号              | 光大大厦                                                   |                  | ↑ 西 复 兴 门 外 大 街 东 ↓ |                  | 复兴门外大街13号                                 | 13号               |
| 4号              | 复兴商业城                                                 |                  | ↑ 西 复 兴 门 外 大 街 东 ↓ |                  | 复兴门外大街11号                                 | 11号               |
| A2号             | 中化大厦                                                   |                  | ↑ 西 复 兴 门 外 大 街 东 ↓ |                  |                                                  | 5号－9号           |
| 2号              | 国家广播电视总局 中央人民广播电台 中国广播电视网络有限公司 |                  | ↑ 西 复 兴 门 外 大 街 东 ↓ |                  | 国家海洋局 中国国际贸易促进委员会 · 中国国际商会 | 1号                |

## 雕塑
- 《南极石》：位于复兴门外大街北侧，国家海洋局楼前广场。1998年12月，由首都城市雕塑艺术委员会、中共北京市委宣传部、全国城市雕塑建设指导委员会共同组织的“新世纪的希望”城市雕塑设计方案竞赛开始向全国征稿，征得稿件750多件，邀请入选的120多件做成立体方案，并于1999年4月2日起在北京国际会议中心举办“新世纪的希望”城市雕塑方案展览，由建筑、规划、园林、雕塑专家及长安街沿线单位讨论。经评审及优选，推荐其中8件作品在长安街设置，1999年9月中旬全部建成，以庆祝中华人民共和国成立五十周年。其中之一是《南极石》，这是中国第三次南极考察队1987年采自中国南极长城站的南极石。象征中国科技工作者的奋斗成果、任重道远的征程和开拓前进的恒心[2]。
- 《中化之帆》：位于复兴门外大街南侧，中化大厦门前，1995年建成，由隋建国创作。